# Iolanda Batallé
Iolanda Batallé Prats (Barcelona, 31 de diciembre de 1971) es una profesora, editora y escritora española.

## Biografía
Licenciada en Filología y en Ciencias de la información, formada también en dirección de empresas, ha desarrollado su actividad profesional en diversos países de Europa, América y África. Residente en su ciudad natal, ha colaborado con distintos medios de comunicación y publicaciones periódicas como Avui, Diari de Girona o RAC1, ha dirigido la veterana editorial La Galera, orientada al libro infantil y juvenil, y dirige las editoriales Rata y Catedral, destinadas a la lectura para el público adulto, desde finales del 2015. Además, Batallé es profesora de escritura en el Ateneo de Barcelona y en cursos de posgrado en la Universidad Pompeu Fabra. Ganó el Premio Prudenci Bertrana en lengua catalana en 2013 con Faré tot el que tu vulguis. Todas sus obras están publicadas en catalán y español.

## Obras
- La memòria de les formigues; Ed: Ara Llibres, 2009 / La memoria de las hormigas, 2011.
- El límit exacte dels nostres cossos; Ed: Ara Llibres, 2011 / El límite exacto de nuestros cuerpos, 2011.
- Faré tot el que tu vulguis; Ed: Planeta, 2013 / Haré todo lo que tú quieras, Ediciones Martínez Roca, 2014.
- Atreveix-te a fer les coses a la teva manera; Ed: Destino, 2021 / Atrévete a hacer las cosas a tu manera, Ed: Destino, 2021.
- Massa deutes amb les flors[7]; Ed. Columna, 2023 / Demasiadas deudas con las flores, Ed. Destino, 2023